# LD 50 Lethal Dose
LD 50 Lethal Dose è un film del 2003 diretto da Simon De Silva.
Pellicola horror con protagonisti Katharine Towne, Melanie Brown e Tom Hardy.

## Produzione
La pellicola è stata girata in Inghilterra e nell'Isola di Man tra il 28 ottobre 2002 al 31 gennaio 2003.

## Accoglienza
La pellicola è uscita nelle sale cinematografiche il 9 ottobre 2003, incassando 38 milioni di dollari, a fronte di un budget di 8 milioni di dollari.